# Kizingwe (periodiskt vattendrag)
Kizingwe är ett periodiskt vattendrag i Burundi.   Det ligger i provinsen Bururi, i den sydvästra delen av landet, 60 kilometer söder om huvudstaden Bujumbura.
Omgivningarna runt Kizingwe är en mosaik av jordbruksmark och naturlig växtlighet. Runt Kizingwe är det ganska tätbefolkat, med 166 invånare per kvadratkilometer.